# Rimae Gassendi
Le Rimae Gassendi sono una struttura geologica della superficie della Luna.